# Wkusno i toczka
Wkusno i toczka (ros. Вкусно – и точка, dosłownie: Smacznie i kropka) – rosyjska sieć fastfoodowych restauracji działająca od 12 czerwca 2022 roku. Jest następczynią działającej w Rosji w latach 1990–2022 sieci McDonald’s.
Od początku działalności przedsiębiorstwa, dyrektorem generalnym sieci jest Oleg Parojew.

## Historia
Po zawieszeniu w marcu 2022, a następnie zakończeniu w maju tego roku działalności sieci McDonald's na terenie Rosji, planowano założyć nową rosyjską sieć fastfoodowych restauracji; zgłoszono kilka nazw nowego przedsiębiorstwa, jedną z nich była nazwa Tot samyj (ros. Тот самый, dosłownie: Ten sam). Wszystkie 847 lokali sieci McDonald's zostało sprzedane rosyjskiemu przedsiębiorcy Aleksandrowi Goworowi, jednak McDonald's zastrzega sobie powrót na rosyjski rynek do 2037 roku.
9 czerwca 2022 roku opublikowano logo nowej sieci restauracji, która po trzech dniach rozpoczęła działalność pod nazwą Wkusno i toczka. W dniu rozpoczęcia działalności nowej sieci, otworzono w Moskwie i obwodzie moskiewskim łącznie 15 lokali, następnego dnia otworzono 50 kolejnych punktów. Pierwsze pięć punktów w Sankt Petersburgu planowano otworzyć na 13 czerwca, jednak zostały otworzone 22 czerwca.
Do końca czerwca planowano otworzyć łącznie 200 lokali, a następnie od 50 do 100 tygodniowo, do momentu osiągnięcia liczby 850. Przewiduje się, że nastąpi to we wrześniu 2022, a do 2028 roku Wkusno i toczka będzie obsługiwać 1000 lokali.
8 lipca 2022 roku sieć Wkusno i toczka obsługiwała 142 lokale na terenie całej Rosji.
13 listopada 2022 roku poinformowano o zakończeniu działalności McDonald's na terenie Białorusi (oficjalnie z powodu problemów z zaopatrzeniem) zaplanowano również rozpoczęcie działalności Wkusno i toczka. W tym samym miesiącu poinformowano, że rosyjska sieć fast-foodów jednak nie rozpocznie działalności na Białorusi, a McDonald's będzie kontynuować działalność w tym kraju.

## Menu
Wkusno i toczka oferuje większość dań sieci McDonald's, jednak nie serwuje takich posiłków jak Big Mac, McFlurry i Happy Meal. Opakowania są dosyć podobne do McDonald’s. Nazwy posiłków są zmienione oraz nie zawierają przedrostka Mc.
Posiłki i napoje oferowane przez sieć Wkusno i toczka:
- burgery z wołowiną, kurczakiem, rybą, lub owocami morza[11][24][60][55][61][39],
- ciastka, desery i lody[11][55][61],
- cola[11],
- frytki i rustykalne ziemniaczki[11][60][61][39],
- herbata,
- kawa (mrożona oraz latte),
- koktajle mleczne[55],
- krążki cebulowe,
- lemoniady,
- musy jabłkowe[55],
- produkty mięsne, m.in. nuggetsy[11][24][60][39],
- sałatki[11],
- soki,
- sosy,
- wrapy[24][60].

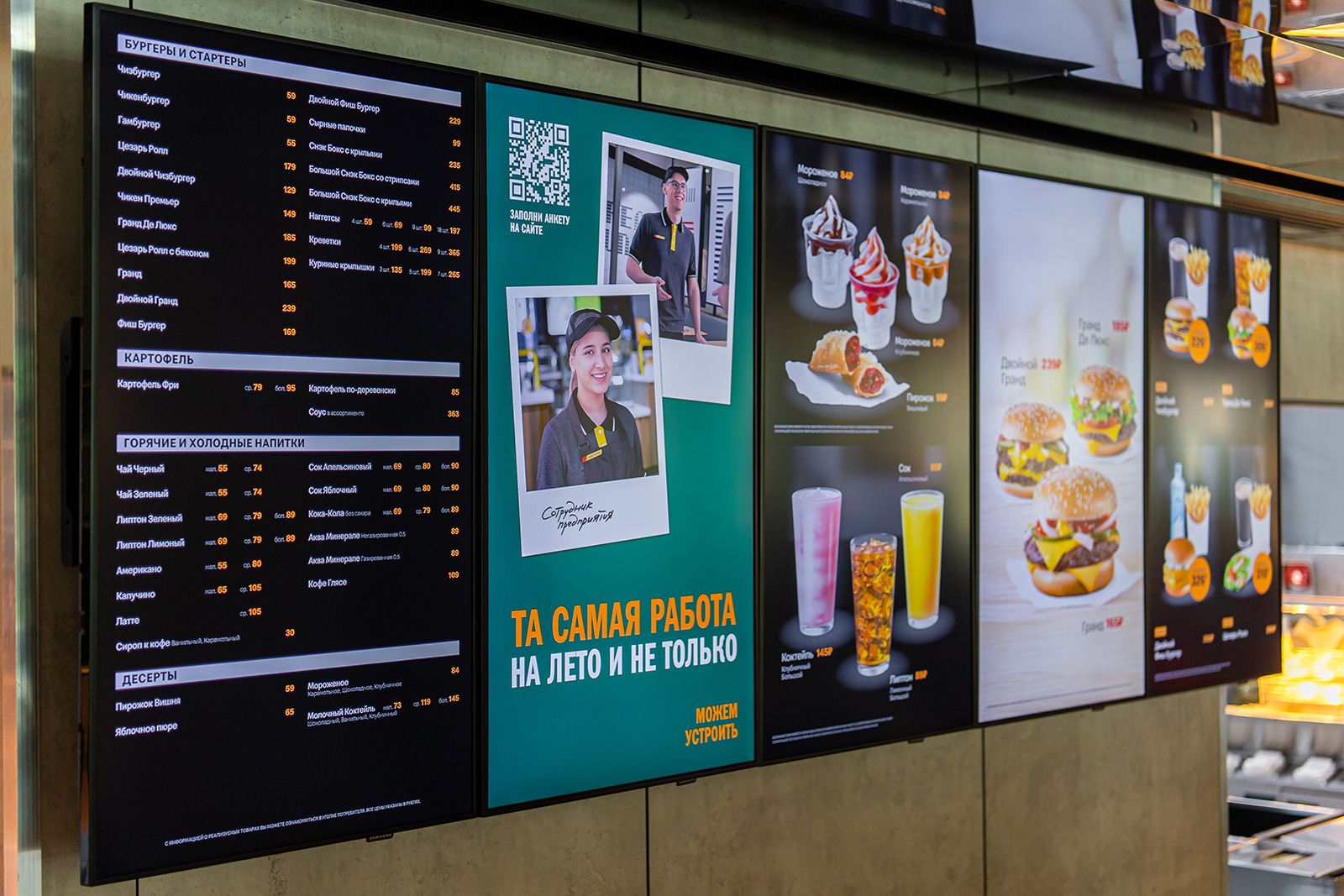
Menu
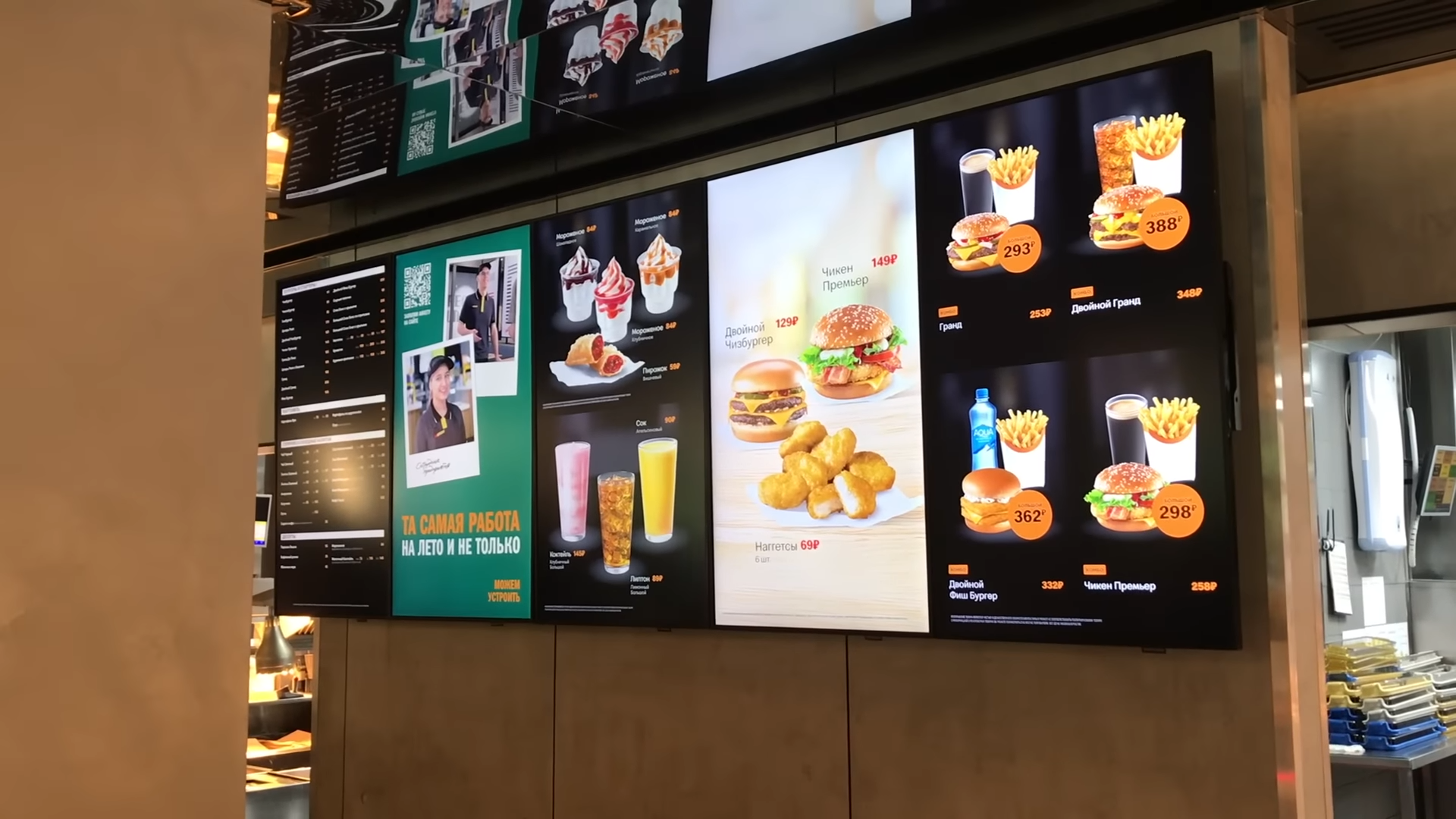
Menu
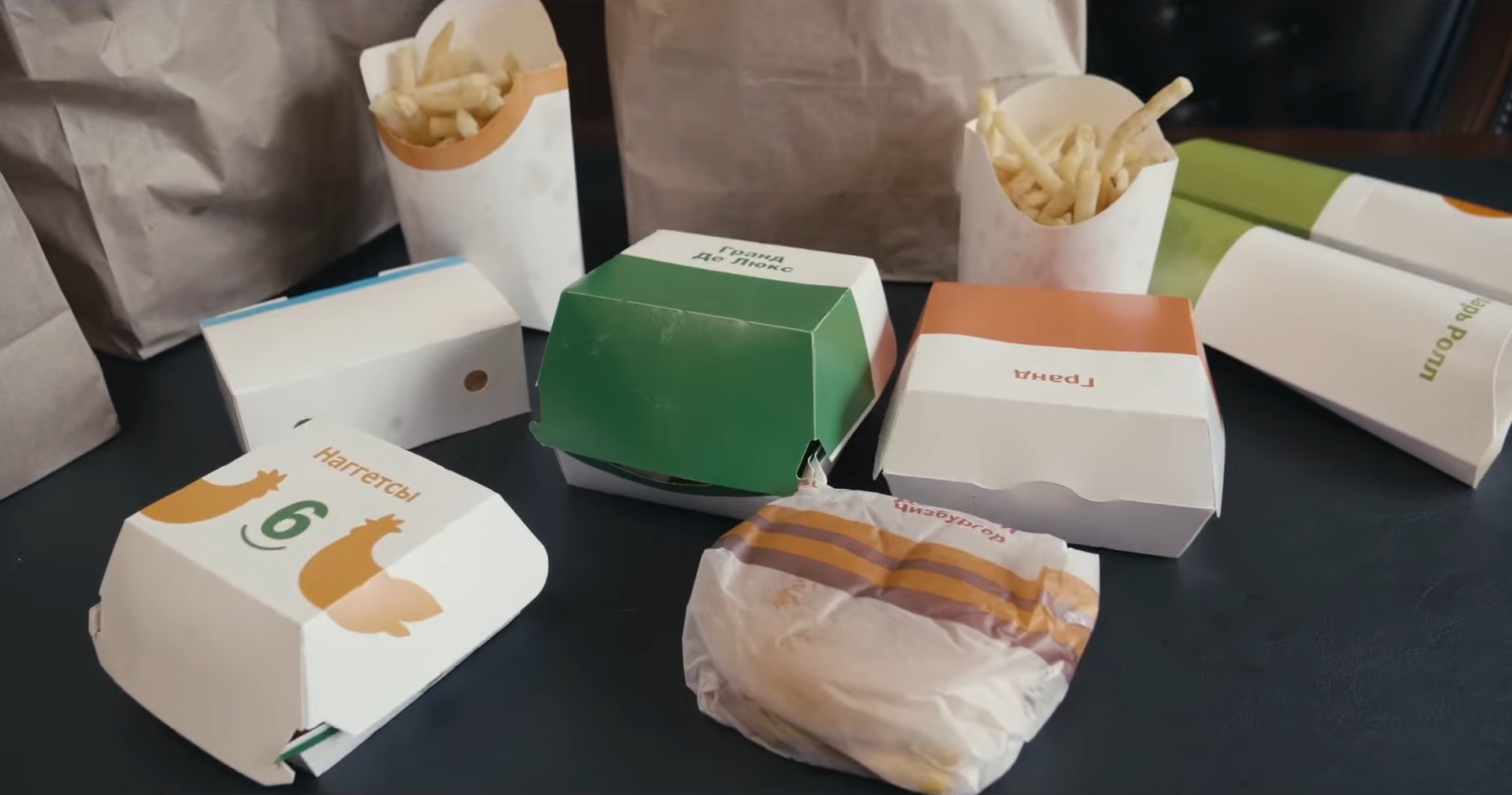
Zapakowane posiłki
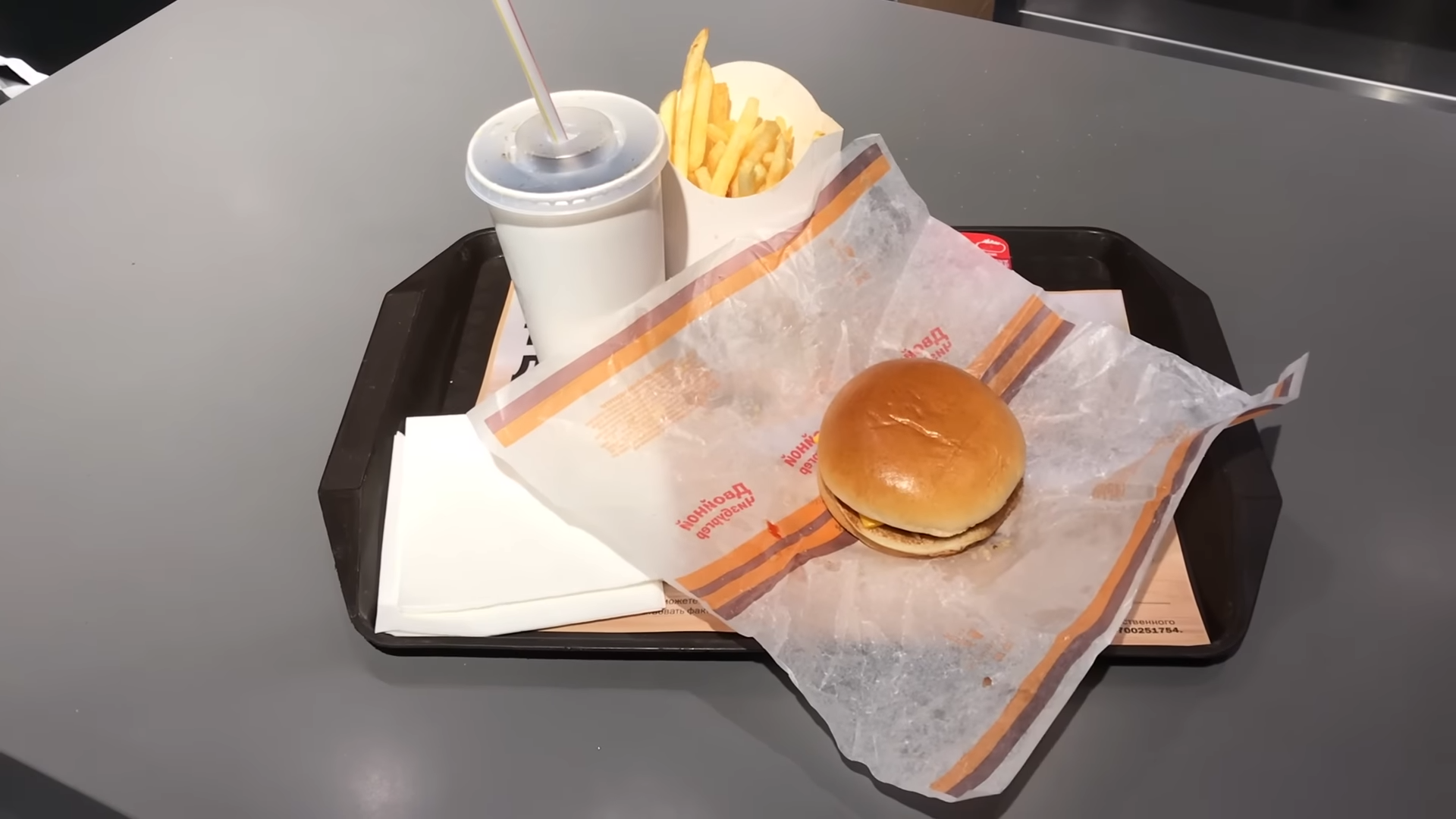
Burger, frytki i napój
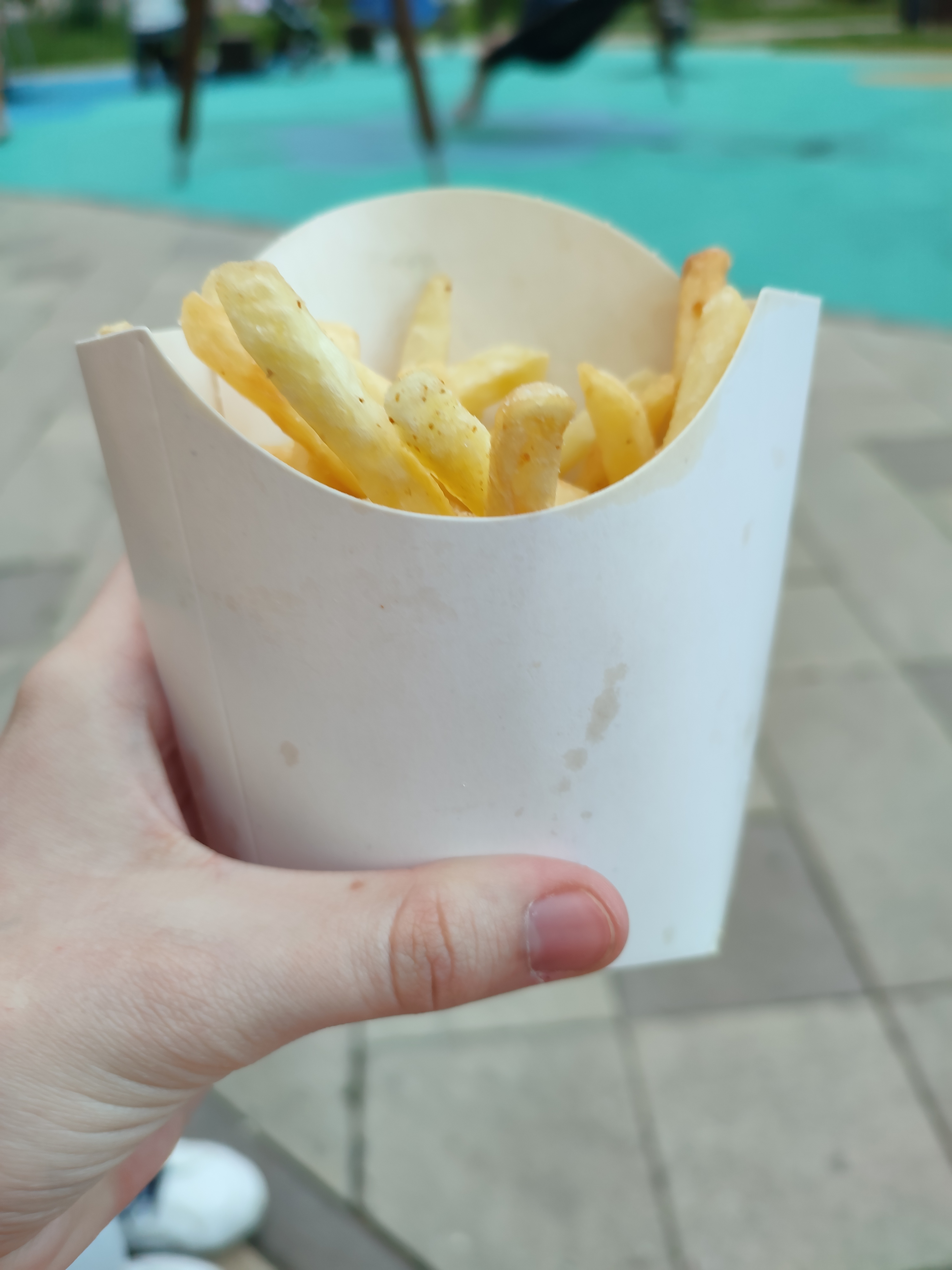
Frytki
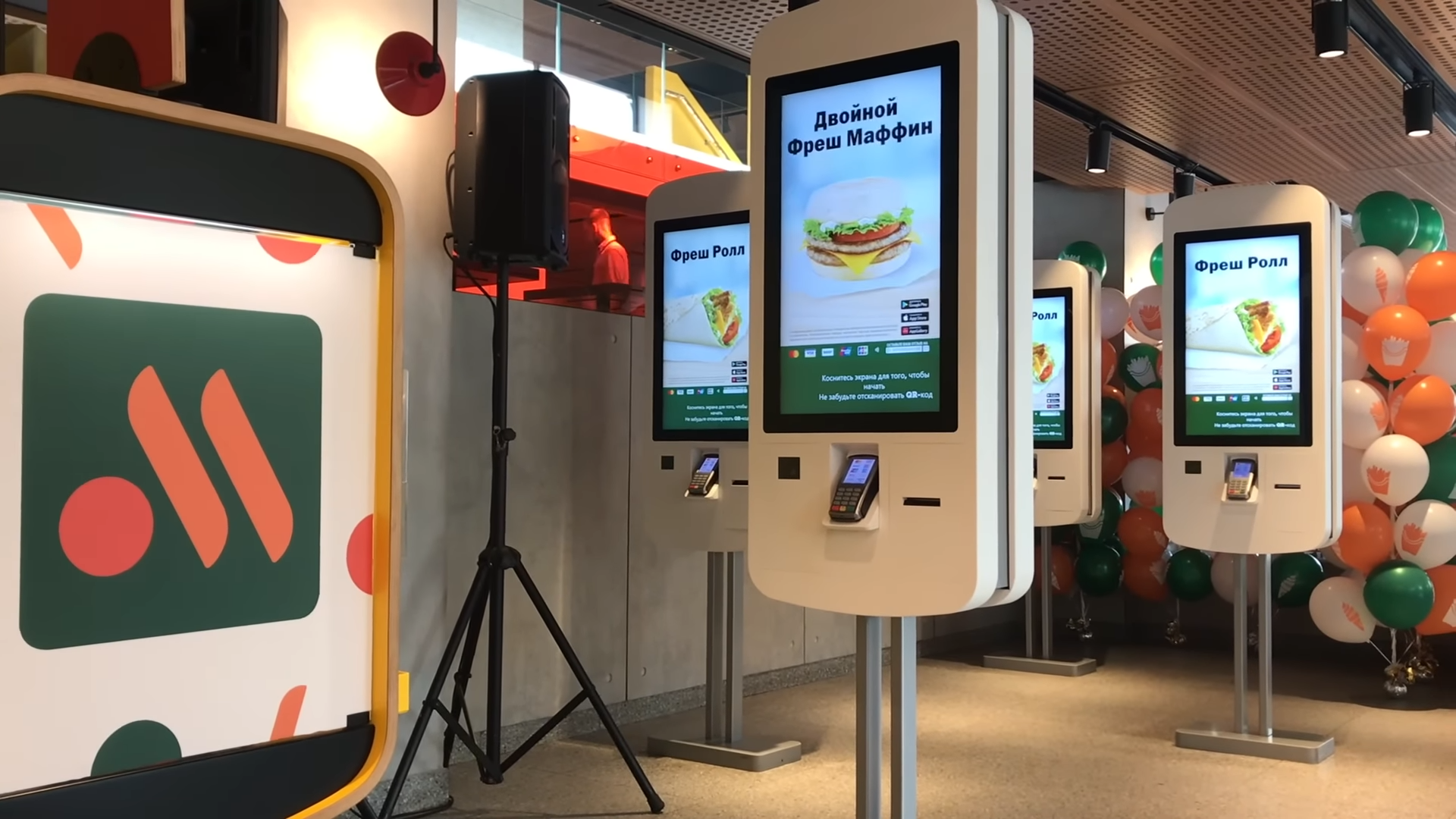
Terminale w jednym z lokali sieci

## Kontrowersje i krytyka sieci

### Nazwa i logo
Wielu Rosjan nie było zadowolonych z nazwy nowej sieci restauracji. Zarzucano również, że logo sieci jest połączeniem logo sieci hoteli Marriott International i flagi Bangladeszu oraz kopią logotypów używanych przez takie przedsiębiorstwa jak portugalski Matosmix oraz ukraiński WOG. W dniu otwarcia, w jednym z lokali młody mężczyzna zaprotestował przeciwko braku Big Maca w ofercie sieci poprzez pokazanie kartki z treścią Верните Биг Мак (pol. Przywróćcie Big Maca) oraz wezwał do podpisania petycji w sprawie przywrócenia tego posiłku; mężczyzna został usunięty z lokalu.
W pierwszych dniach działania sieci Wkusno i toczka, w lokalach na moskiewskim Dworcu Leningradzkim i petersburskim Dworcu Fińskim używano logo sieci McDonald's w torbach na wynos i na elektronicznym menu.
15 czerwca 2022 roku Sierigej Ponkratow, właściciel działającej od 2018 roku we Władywostoku restauracji Jeda i toczka (ros. Еда и точка, dosłownie: Jedzenie i kropka), pozwał nową sieć o plagiat nazwy.

### Problemy z jedzeniem
Klienci, którzy odwiedzili jeden z moskiewskich lokali sieci Wkusno i toczka, poinformowali o bardzo złym stanie żywności; w burgerze znajdowały się szczątki owadów, na pieczywie była pleśń, sosy były przeterminowane (na niektórych zamazano markerem logo sieci McDonald's), a pieczywo było nawet wykradane przez ptaki.
W lipcu 2022 część lokali przestała serwować frytki z powodu niedoboru ziemniaków wynikającego z braku możliwości importowania ich; od jesieni tego roku frytki mogą wrócić do ofert tych lokali.

### Alkohol
W niektórych lokalach sieci Wkusno i toczka, należących wcześniej do sieci McDonald's, była możliwość kupienia 450 ml piwa. Zarząd sieci Wkusno i toczka oznajmił, że w restauracjach napoje alkoholowe nie będą oferowane.